# Seznam generalpolkovnikov Wehrmachta
Seznam generalpolkovnikov Wehrmachta.

## A
Wilhelm Adam - 
Hans-Jürgen von Arnim - 

## B
Ludwig Beck - 
Johannes Blaskowitz - 

## D
Otto Deßloch - 
Eduard Dietl - 
Friedrich Dollmann - 

## F
Nikolaus von Falkenhorst - 
Johannes Frießner - 
Werner Freiherr von Fritsch - 
Friedrich Fromm - 

## G
Ulrich Grauert - 
Heinz Guderian - 

## H
Curt Haase - 
Franz Halder - 
Kurt Freiherr von Hammerstein-Equord - 
Josef Harpe - 
Gotthard Heinrici - 
Walter Heitz - 
Wilhelm Heye - 
Carl Hilpert - 
Erich Hoepner - 
Karl-Adolf Hollidt - 
Hermann Hoth - 
Hans-Valentin Hube - 

## J
Erwin Jaenecke - 
Hans Jeschonnek - 
Alfred Jodl - 

## K
Alfred Keller - 
Günther Korten - 

## L
Georg Lindemann - 
Alexander Löhr - 
Bruno Loerzer - 

## M
Eberhard von Mackensen - 

## R
Erhard Raus - 
Georg-Hans Reinhardt - 
Lothar Rendulic - 
Richard Ruoff - 
Günther Rüdel - 

## S
Hans von Salmuth - 
Rudolf Schmidt - 
Eugen Ritter von Schobert - 
Adolf Strauß - 
Karl Strecker - 
Kurt Student - 
Hans-Jürgen Stumpff - 

## U
Ernst Udet - 

## V
Heinrich-Gottfried von Vietinghoff-Scheel - 

## W
Hubert Weise - 
Walter Weiß - 

## Z
Kurt Zeitzler - 